# 含光门

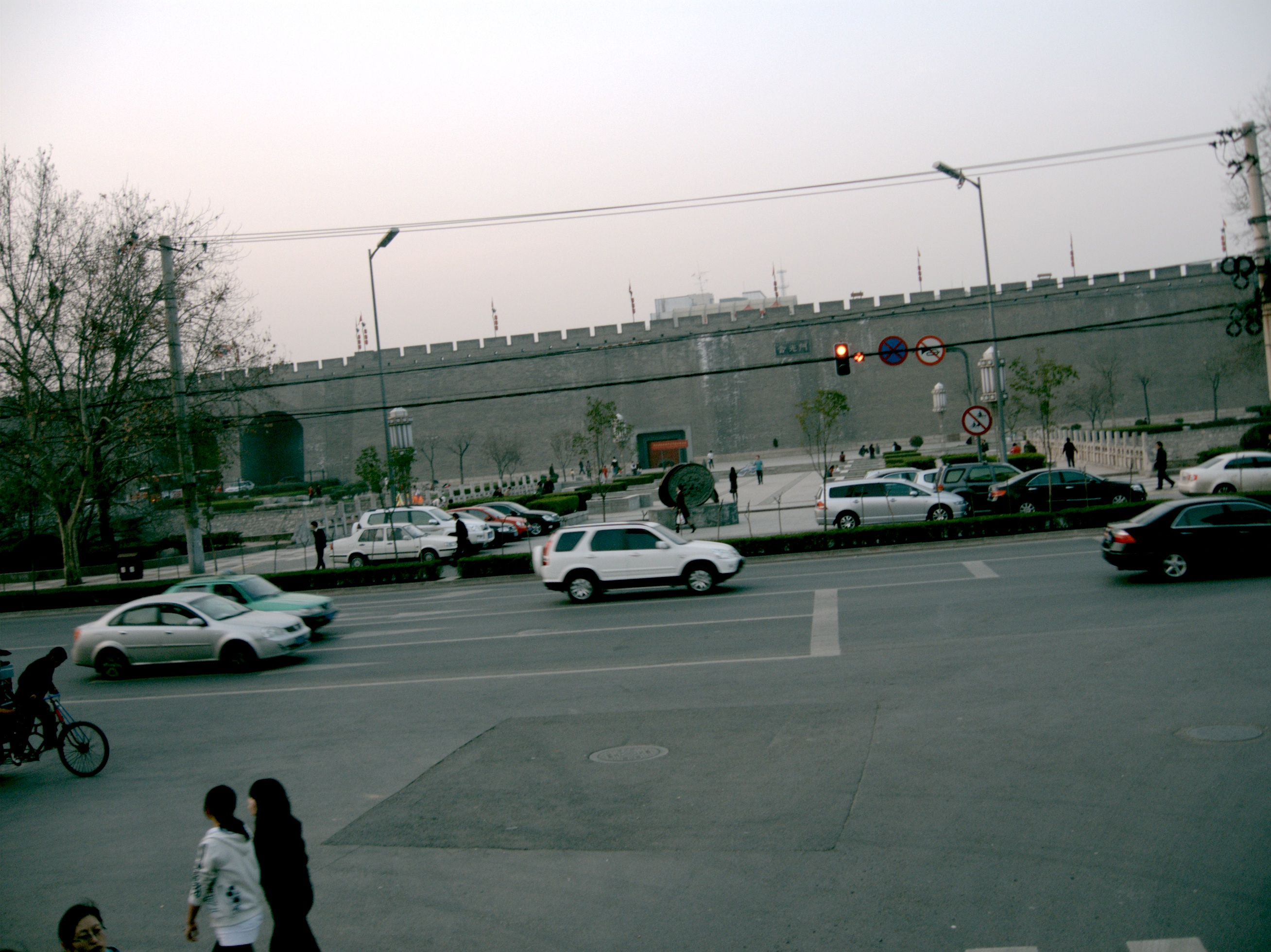
含光门

含光门，是西安城墙南侧的一座城门，位于永宁门以西，甜水井街南端。原为隋唐长安皇城南面偏西门，唐末韩建改筑新城时保留。1950年代以前，发现唐含光门遗址。2004年，于遗址两侧开辟城门，各砌两个券洞，沿袭“含光门”之名。2008年9月，西安唐皇城墙含光门遗址博物馆建成开放，其外观与城墙浑然一体。

## 历史

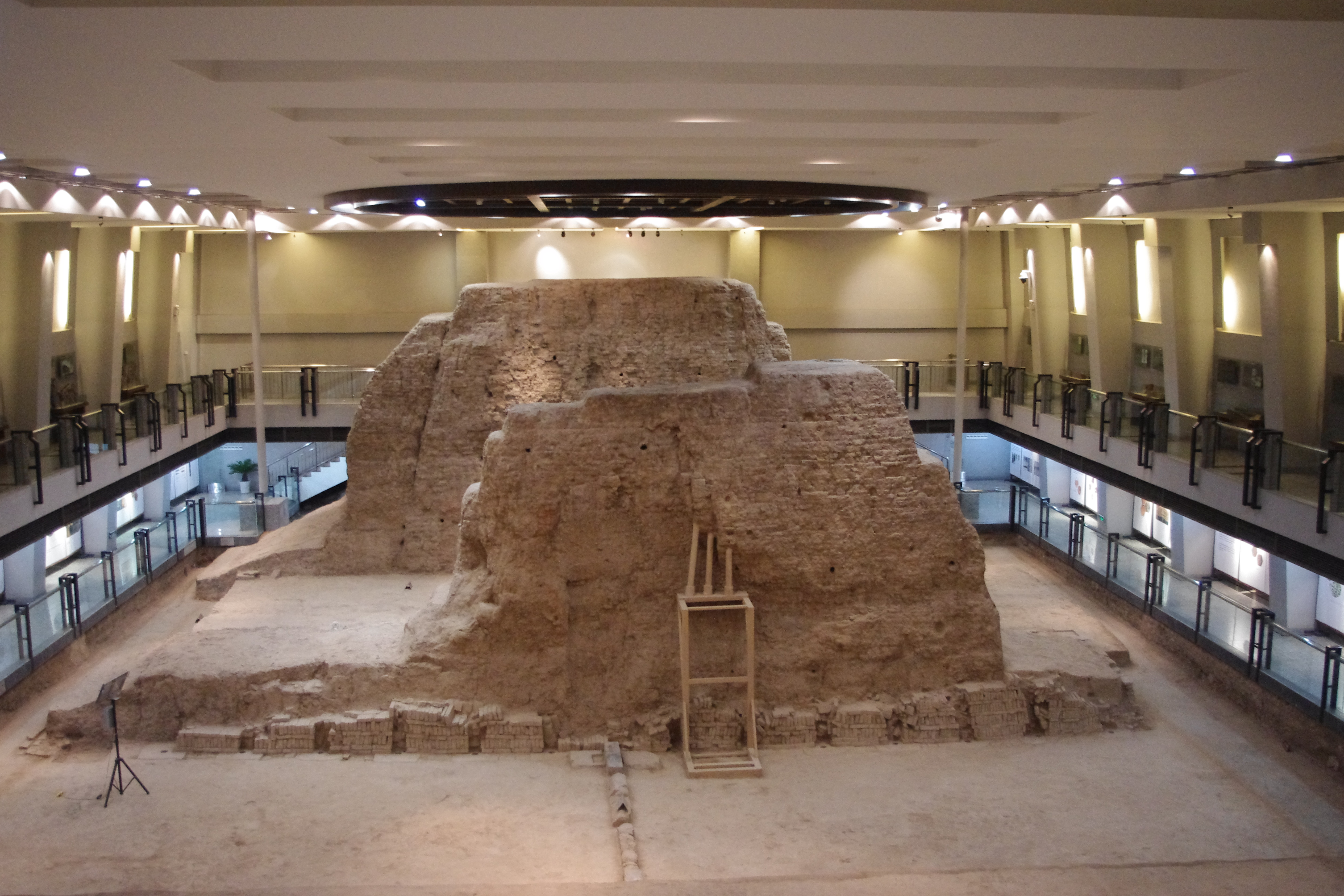
唐含光门遗址

含光门原为隋唐长安皇城南面偏西门，唐末韩建改筑新城时保留，但封闭了中西两道门。后历五代、北宋，沿袭未改。元代修筑奉元路城时，封闭含光门，南城墙仅保留安上门。
民国28年（1939年），曾拟于甜水井大街南端开辟防空便门，后因故搁置。
1950年代以前，含光门处西半部一段城墙倒塌形成豁口，被包裹在墙体内的唐含光门遗址因此被发现。1950年代初，因修筑道路，唐含光门中西门道之间的隔墙及西侧门墩均被破坏，但底部保存尚好。1986年3月至6月，配合西安市环城建设委员会整修西安城墙工程，对唐含光门遗址进行了发掘，此后建有遗址保护厅。
2004年，于唐含光门遗址两侧开辟城门，各砌两个券洞，沿袭“含光门”之名。
2006年11月，西安唐皇城墙含光门遗址博物馆开始筹建，2008年9月建成开放，其外观与城墙浑然一体。

## 西安唐皇城墙含光门遗址博物馆
西安唐皇城墙含光门遗址博物馆，是为保护唐长安城皇城含光门遗址而建立的一座专题性博物馆。2006年11月开始筹建，2008年9月建成开放。现隶属于西安城墙景区管委会。西安唐皇城墙含光门遗址博物馆属于国有差额拨款事业单位，设有行政部和文保部两个部门。博物馆仿城墙建筑并与城墙相连，建筑面积近4000平方米。
博物馆内主要展示隋唐含光门门道遗址、城墙断面遗址（包括隋唐、唐晚期至五代、宋、元、明、清及近现代的城墙土遗址）和隋唐长安城皇城过水涵洞遗址，并设有“中国城墙发展史”专题展、“唐长安城”专题展及西安城墙明清古建构件展三个展览。博物馆二楼设有多媒体功能播放厅，播放视频资料《今古沧桑含光门》，讲述含光门的历史、文化内涵及考古发掘过程。

## 地理位置
现在含光门为双门洞环岛型交通，城门内为甜水井，城门外为含光路。